# Världsmästerskapen i skidskytte 2006
Världsmästerskapen i skidskytte 2006 ägde rum den 12 mars 2006 i slovenska Pokljuka och bestod bara av en gren: mixstafett (4 x 6 km). Samma år ägde även OS 2006 i Turin rum där övriga grenar avgjordes.

## 4 x 6 km[1]
| Plac. | Land      | Lagmedlemmar                                                            | Tid        | Antal bom   |
| ----- | --------- | ----------------------------------------------------------------------- | ---------- | ----------- |
|       | Ryssland  | Anna Bogali-Titovets Sergej Tjepikov Irina Malgina Nikolaj Kruglov      | 1:16.24,83 | 1 (0+1+0+0) |
|       | Norge     | Linda Tjørhom Halvard Hanevold Tora Berger Ole Einar Bjørndalen         | + 53,7     | 3 (0+1+2+0) |
|       | Frankrike | Florence Baverel-Robert Vincent Defrasne Sandrine Bailly Raphaël Poirée | + 1.58,2   | 5 (0+2+3+0) |